# Christiane Amanpour
Christiane Amanpour (en persa: کریستیان محمد امان‌پور‎, romanizado: Kristiāne Amānpur; Londres, Inglaterra, 12 de enero de 1958) es una periodista y presentadora de televisión británica-iraní. Amanpour es la corresponsal de la jefatura internacional de CNN y presentadora en CNN International, CNN en Español, CNN Brasil y CNN Philippines del programa nocturno de entrevistas Amanpour. Christiane también es presentadora de Asuntos Mundiales en ABC News.

## Primeros años
Criada en Teherán, Irán, Amanpour nació en Londres, Inglaterra. Hija de padre iraní Mohamed (un ejecutivo de aerolínea) y madre británica Patricia.
Después de completar la mayor parte de su educación primaria en Irán, fue enviada por sus padres a un internado en Inglaterra cuando tenía 11 años. Asistió al Convento Santa Cruz, una escuela para niñas situada en Chalfont St. Peter, Buckinghamshire, y después, a los 16 años, asistió al New Hall School en Chelmsford, Essex. Christiane y su familia regresaron a Inglaterra poco después del comienzo de la Revolución Islámica. Se ha hecho hincapié en que no se vieron obligados a abandonar el país, pero en realidad estaban regresando a Inglaterra cuando Irak invadió Irán.
Después de su graduación en New Hall, Amanpour se trasladó a Estados Unidos para estudiar periodismo en la Universidad de Rhode Island. Durante los estudios, trabajó en el departamento de noticias en WBRU-FM en Providence. También trabajó para WJAR (afiliado de NBC) en la misma ciudad, como una diseñadora de gráficos electrónicos. En 1983, Amanpour se graduó de la universidad con honores summa cum laude con un Licenciado en periodismo.

## CNN
En 1983, fue contratada por la CNN como asistente de escritorio de nivel básico. Durante sus primeros años como corresponsal, Amanpour recibió su primer encargo importante en el cual cubrió la Guerra Irán-Irak, lo que la llevó a ser transferida en 1986 a Europa para informar sobre la disolución de la Unión Soviética. En 1989, fue asignada para trabajar en Frankfurt, Alemania, donde informó sobre las revoluciones democráticas ocurridas en Europa en ese momento. A través de esta posición, ella fue capaz de ascender en la empresa y en 1990 se desempeñó como corresponsal de la agencia de Nueva York de CNN.
Después de la invasión de Kuwait por parte de Irak en 1990, los informes de Amanpour de la Guerra del Golfo le trajeron un amplio reconocimiento y la cadena llegó a un nuevo nivel de cobertura de las noticias. A partir de entonces, informó desde la Guerra de Bosnia y otras zonas de conflicto. Debido a su entrega emocional de Sarajevo durante el Siege de Sarajevo, los espectadores y los críticos cuestionaron la objetividad profesional, alegando que muchos de sus informes eran injustificadas y favoreció a los musulmanes de Bosnia, a lo que ella respondió: "Hay algunas situaciones en donde uno no puede ser neutral sobre ello, porque cuando eres neutral eres cómplice. Objetividad no significa tratar a todas las partes por igual, significa dar a cada parte una audiencia." Amanpour ha ganado una reputación de una persona valiente, al realizar paracaidismo en zonas de conflicto como el Golfo Pérsico y los escenarios de la guerra de Bosnia.
De 1992 a 2001, fue contratada por 60 Minutes (creado por Don Hewitt) para presentar entre cuatro y cinco noticias en fondo del contexto internacional como colaboradora especial. Estos informes le valieron un Premio Peabody en 1998 (que había sido anteriormente concedido una en 1993). El sucesor de Hewitt, Jeff Fager, no le complacía su trabajo y termina su contrato. Después del 11 de septiembre de 2001, fue la primera corresponsal internacional en entrevistar al primer ministro británico Tony Blair, el presidente francés Jacques Chirac, y el presidente paquistaní Pervez Musharraf.
De 2002 a 2010, Amanpour fue jefe corresponsal internacional de CNN, así como la presentadora de Amanpour, un programa diario de entrevistas que se emitió entre 2009-2010. Amanpour ha informado sobre las grandes crisis de muchos de los puntos conflictivos del mundo, incluyendo Irak, Afganistán, Palestina, Irán, Israel, Pakistán, Somalia, Ruanda y los Balcanes y el Huracán Katrina. Ha conseguido entrevistas exclusivas con los líderes mundiales desde el Medio Oriente a Europa a África y más allá, incluyendo los presidentes de Irán Mohammad Khatami y Mahmoud Ahmadinejad, así como los presidentes de Afganistán, Sudán y Siria, entre otros. 
Ella ha tenido muchos momentos memorables en su carrera en la televisión, uno de ellos fue una entrevista telefónica en vivo con Yasser Arafat durante el asedio a su complejo en marzo de 2002, en la que Arafat dio respuestas difíciles: "¿Me estás preguntando por qué estoy yo en estado de sitio completo? Usted es una periodista maravillosa. Hay que respetar su profesión y usted tiene que ser exactamente como cuando usted está hablando con el general de Yasser Arafat. ¡Silencio!." , y acabó colgando el teléfono.

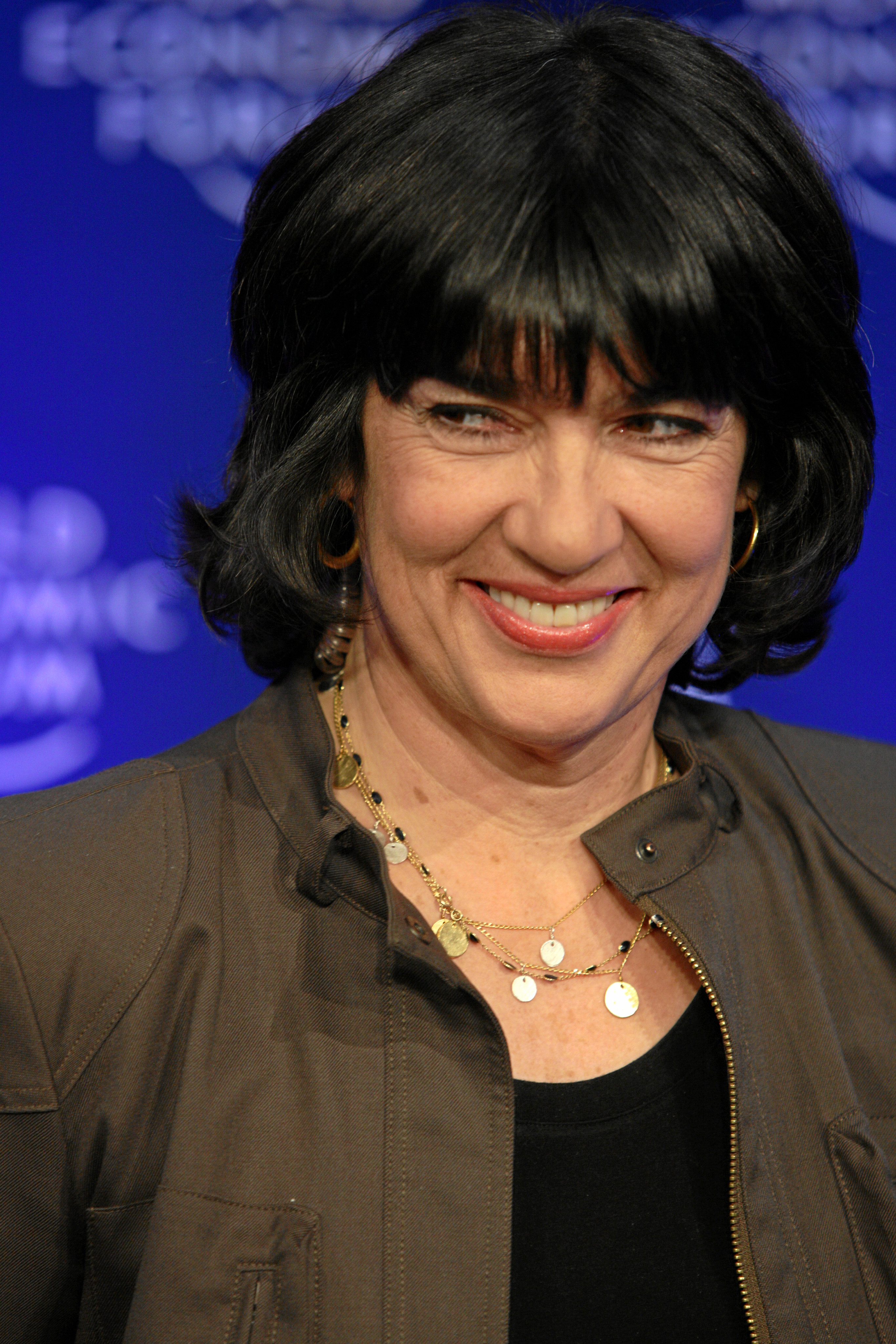
Amanpour en el Foro Económico Mundial en Davos, 2009.

### Reportaje de la Guerra de Bosnia
El 22 de diciembre de 1992, durante la Guerra de Bosnia, Amanpour informaba en Kiseljak, cerca de Sarajevo. Kiseljak estaba en manos de croatas, en buen estado, y bien provisto de lo necesario. Amanpour informó que"Mientras que la gente de Sarajevo están muriendo de hambre, los serbios viven (en Kiseljak) en abundancia", un informe criticado por analistas como difusión de "información falsa y bellas mentiras".
El 9 de octubre de 1994, Stephen Kinzer del New York Times, criticó la cobertura de Amanpour, en general, de la guerra de Bosnia. Kinzer citó la descripción de un compañero de Amanpour como ella informó sobre un atentado terrorista en Markale, mercado de la ciudad bosnia de Sarajevo:
 "(Christiane Amanpour) estaba sentada en Belgrado cuando esa masacre sucedió, y ella salió al aire para decir que los serbios probablemente lo habían hecho. No había manera de que pudiera haber sabido eso. Ella estaba asumiendo una omnisciencia que ningún periodista tiene ".
En enero de 2004, los fiscales en el juicio contra Stanislav Galic, un general serbio en el asedio de Sarajevo, presentó como prueba un informe con el testimonio de munición experto Zečević Berko. Trabajó con dos colegas, la investigación Zečević reveló un total de seis posibles ubicaciones de la que podría haber en el depósito por la masacre de Markale primero fue despedido, de los cuales cinco eran menores del Ejército de la República Srpska y otro en el control del Ejército de la República de Bosnia y Herzegovina. 
El ARBiH sitio en cuestión era visible a UNPROFOR observadores de la época, quienes reportaron que ningún proyectil fue disparado desde esa posición. Zečević informó además de que ciertos componentes del proyectil sólo podría haber sido producido en uno de dos lugares, ambos de los cuales estaban bajo el control del Ejército de la República Srpska. El tribunal llegó a saber culpable de todos los cinco fiscales bombardeos Galić le había acusado, incluso de Markale.
Amanpour ha respondido a las críticas formuladas en sus reportajes de la guerra en la ex Yugoslavia por "falta de neutralidad", afirmando:

Hay gente que me ha acusado de ser pro-musulmana en Bosnia, pero me di cuenta de que nuestro trabajo es dar a todas las partes una audiencia equitativa, pero en casos de genocidio no puedes ser neutral. Usted no puede decir: 'Bueno, este niño recibió un disparo en la cabeza y murió en Sarajevo y ese tipo de allá lo hizo, pero tal vez estaba molesto porque tuvo una discusión con su esposa. No, no hay igualdad allí, y tuvimos que decir la verdad.

## ABC News
El 18 de marzo de 2010, Amanpour anunció que dejaría a CNN para comenzar en ABC News, donde es presentadora de This Week. Ella dijo: 

Estoy encantada de unirme al increíble equipo en ABC News. Cuando se le preguntó al ancla. This Week en la tradición magnífica iniciado por David Brinkley es un gran honor y raro, y espero con interés el debate sobre los grandes temas nacionales e internacionales de la época. Dejo CNN con el máximo respeto, amor y admiración por la empresa y todos los que trabajan aquí. Esta ha sido mi familia y el esfuerzo compartido durante los últimos 27 años, y estoy eternamente agradecida y orgullosa de todo lo que hemos logrado.

Su primera emisión fue el 1 de agosto de 2010. 
Durante sus primeros dos meses como presentadora, las calificaciones para This Week llegaron a su punto más bajo desde 2003
El 28 de febrero de 2011, entrevistó a Muammar Gaddafi y sus hijos Saif al-Islam y Al-Saadi Gaddafi.
El 13 de diciembre de 2011, ABC anunció que Amanpour dejaría su puesto como presentadora de ABC News el 8 de enero de 2012, y volvía a CNN Internacional, donde había trabajado durante 27 años.

## Regreso a CNN
Un día después, el 14 de diciembre de 2011, en las declaraciones de ABC y CNN, se anunció que, en un "acuerdo único" Amanpour regresaría como anfitriona a un programa en CNN Internacional en 2012, sin dejar de ABC News como presentadora de los asuntos mundiales.
Más tarde se reveló que en la primavera de 2012, CNN Internacional dio un giro a su línea editorial, poniendo el programa de entrevistas Amanpour de nuevo en el aire En los comerciales en vivo, dijo que volvería a CNN International el 16 de abril. Sus 30 minutos en Nueva York (show grabado que se transmitirá dos veces por la noche) que significaría que el show de entrevistas más grande de EE. UU. Piers Morgan Tonight sería 'sacado del aire' fuera de la 9:00 p. m. (hora de Europa Central) y volvería al horario de la medianoche. A mediados del 2012, el programa Amanpour comenzó a ser emitido también en CNN en Español.

## Afiliaciones
Amanpour es miembro de la junta directiva del Comité de protección al periodista, el Centro para la Integridad Pública, y la Fundación Internacional de la Mujer.

## Vida personal
Está casada con James Rubin, exsubsecretario de Estado y portavoz del Departamento de Estado de los Estados Unidos en la administración de Clinton y posterior asesor informal de la Secretaria de Estado de Hillary Clinton y del expresidente Barack Obama. Su hijo, John Darius Rubin, nació en 2000. Residen en Nueva York.
Compartió una casa en el lado este de Providence con John F. Kennedy Jr. y algunos de sus amigos mientras asistían a la Universidad Brown y ella asistía a la Universidad de Rhode Island.

## Apariciones en los medios
Amanpour apareció en Gilmore Girls como ella misma en el final de la serie de televisión. A lo largo de la serie, fue una inspiración para la aspirante a periodista, Rory Gilmore. En julio de 2009 apareció en la revista Harper Bazar el artículo se titulaba: "Christiane Amanpour obtiene un cambio de imagen de alta moda".
Participó como el papel de ella misma en noticieros de las películas de Iron Man 2 y Pink Panther 2.

## Premios y reconocimientos
- 1992, Premio Livingston para Jóvenes Periodistas
- 1993, Premio George Polk de reportes televisivos
- 1993, Los premios personales George Foster Peabody[26]
- 1994, La mujer del año del New York Chapter "Mujeres en la Televisión por Cable"
- 1994, Premio al coraje periodístico de la International Women's Media Foundation[27]
- 1996, George Polk Award de reportes televisivos.
- 1997, Honor en el grado deDoctor en Letras Humanas, Universidad de Emory
- 1997, Nymphe d'Honneur en el Monte Carlo Television Festival
- 1998, Los premios pesronales George Foster Peabody[28]
- 2002, Edward R. Murrow Award para el Logro Distinguido en Periodismo en vivo.
- 2002, Premio Carrera Goldsmith por la Excelencia en Periodismo, en la Escuela de Gobierno Kennedy, Universidad de Harvard[29]
- 2005, Emmy Internacional de la Academia Internacional de Artes y Ciencias de Televisión
- 2006, Ciudadana honoraria de la ciudad de Sarajevo
- 2006, El doctorado Honoris Causa de la Universidad de Míchigan por su contribución al periodismo
- 2007, Orden del Imperio Británico (CBE) en honores por el cumpleaños de la Reina[30]
- 2007, La mujer persa del Año
- 2008, El Premio del Cuarto Poder, (National Press Club)
- 2010, Miembro de la Academia Americana de las Artes y las Ciencias[31]
- 2010, Un doctorado honoris causa en Letras Humanas, Universidad de Northwestern
- 2010, Doctorado honoris causa por Georgia State University por su contribución al periodismo
- 2010, Miembro de honor de la clase graduada, Universidad de Harvard
- 2011, Premio Walter Cronkite a la Excelencia en Periodismo por la Escuela Walter Cronkite de Periodismo y Comunicación Masiva.
- 2012, Un doctorado honorario de letras humanas, Amherst College
- 2012, Un doctorado honorario de letras humanas, Universidad del Sur de California
- Directora de la junta del Comité de protección al periodista
- Nueve Premios noticiario/documentalísticos del Emmy
- Papel importante en dos Premios DuPont dados a CNN
- Papel importante en un Premio CableACE dorado dado a CNN
- Miembro del Consejo Honorario de la Fundación Daniel Pearl
- Sigma Chi Award (SDX) por sus informes en Goma, Zaire
- La revista Forbes la nombró una de las 100 mujeres más poderosas
- Premio dorado en el WorldFest-Houston International Film Festival
- Premio POP, por "Cable Positivo"
- Título Honorario presentado por Smith College
- 2025, Medalla de Honor de Ellis Island[32]